# Милан Будимир
Милан Будимир (Варцар Вакуф, 2. новембар 1891 — Београд, 17. октобар 1975) био је српски класични филолог, универзитетски професор и академик.

## Биографија
Школовао се у Сарајеву, а студирао је класичну филологију на Универзитету у Бечу где је и докторирао 1920. године са тезом „О олујним демонима код индоевропских народа“. Исте године, изабран је најпре за асистента, а убрзо потом и за доцента на Катедри за класичну филологију Филозофског факултета у Београду. За ванредног професора је изабран 1928, а за редовног 1938. године и као професор и шеф Катедре за класичну филологију радио је са прекидом за време немачке окупације земље током Другог светског рата, све до пензионисања 1962. године.
Као студент, био је политички ангажован у националним круговима српских омладинаца и члан Младе Босне. У то време објављивао је и чланке у загребачком Србобрану и београдском Одјеку, уређивао је Словенски југ и Ново дјело. Милан Будимир је био ратни инвалид, односно од 1922. године је био потпуно слеп. Библиотека Савеза слепих Србије носи његово име.
Као истраживач високог ранга изабран је 1948. године за дописног, а 1955. за редовног члана Српске академије наука и уметности.
Бавио се истраживањима у области класичне филологије у свим њеним гранама: историји класичних језика, посебно грчког, историји грчке и римске књижевности. Такође, бавио се истраживањима старобалканских и словенских језика, историје религије, античког наслеђа у Срба, посебно у језику, књижевности и фолклору, као и истраживањима у области опште лингвистике.
Са Петром Скоком покренуо је и уређивао између два рата балкански часопис Revue internationale des Études balkaniques, а са најугледнијим југословенским класичним филолозима био је оснивач и коуредник некадашњег главног гласила југословенских филолога - Живе антике, чији је издавач Институт за класичне студије Филозофског факултета Универзитета у Скопљу.

### Научна истраживања Праиндоевропљана
Научни опус Милана Будимира обухвата неколико стотина радова, књига, студија, расправа и чланака, од којих су неки ушли у најпознатије енциклопедије, речнике и приручнике. У главним цртама радови Милана Будимира се могу поделити на пет великих скупина.
Првој скупини припадају радови који се односе на истраживања докласичних језика и култура на балканском, малоазијском и апенинском простору. Главна заслуга Милана Будимира у овој области лежи у сакупљању и тумачењу обимног лексичког материјала из језика догрчких Индоевропљана, као и у утврђивању гласовних законитости ових језика. Те догрчке старинце, који су иначе према литерарној традицији називани Пелазгима (грч. Πελασγοί'), Милан Будимир назива Πελα'σται, полазећи од облика Πελαστικε' (који се јавља у схолијама уз Хомерову Илијаду 16, 233), затим од ономастичког материјала на терену (Παλαιστή', топоним у Епиру; Palaestinus, старије име за Стримон итд), као и од неких апелатива са високом доказном вредношћу (Πενε'σται, назив за покорено становништво у античкој Тесалији; Πελα'σται назив за земљораднике везане за земљу у Атици).
Другу скупину чине радови у којима су приказана истраживања посебних веза између ових догрчких индоевропских идиома и словенских језика, тачније протословенског језика.
Трећу скупину чине радови који се односе на испитивање општих фонетских законитости и појава у индоевропским језицима, посебно у језицима у контакту.
Четврту групу чине истраживања у области античких књижевности са посебним нагласком на догрчко порекло појединих књижевних родова и европске сцене.
Пету групу чине радови који испитују посебне културне везе у фолклору јужних Словена и античког света и они стоје у тесној вези са другом скупином Будимирових радова.
Пионир је мултидисциплинарне научне методе код нас.
Издавачка кућа Градац године 2021. објавила је књигу Ми Балканци са одабрана 24 рада Милана Будимира на тему сличности и разлика Балканаца.

## Награде и признања
- Октобарска награда Београда, 1964.
- Орден рада са црвеном заставом, 1964.
- Седмојулска награда, 1967.

## Одабрана дела
- Из класичне и савремене алоглотије, сепарат, Српска Краљевска Академија, Београд, 1933.
- Budimir, Milan (1937). „O etničkom odnosu Dardanaca prema Ilirima”. Југословенски историски часопис. 3: 1—29.
- Будимир, Милан (1939). „Ка образовању словенских ктетика”. Саопштења и реферати. Београд: III Међународни конгрес слависта (словенских филолога). стр. 13.
- О Илијади и њеном песнику, Београд, 1940
- Грци и Пеласти, Београд, 1950
- Проблем букве и протословенске домовине, 3агреб, 1951
- , Загреб, 1956
- , Жива антика, VII-2, Скопље, 1957
- , Москва, 1958
- ,  Берлин, 1963
- Са балканских источника, Београд, 1969
- О Атинској Илијади, Летопис Матице српске, година 140, Нови Сад.